# Malaysiamiroides
Malaysiamiroides is een geslacht van wantsen uit de familie van de Miridae (Blindwantsen). Het geslacht werd voor het eerst wetenschappelijk beschreven door Schuh in 1984.

## Soorten
Het genus bevat de volgende soorten:

- Malaysiamiroides fuscocapitatus Schuh, 1984
- Malaysiamiroides hirashimai Schuh, 1984
- Malaysiamiroides kuncheriai Schuh, 1984
- Malaysiamiroides mirabilis Schuh, 1984